# 托尼山

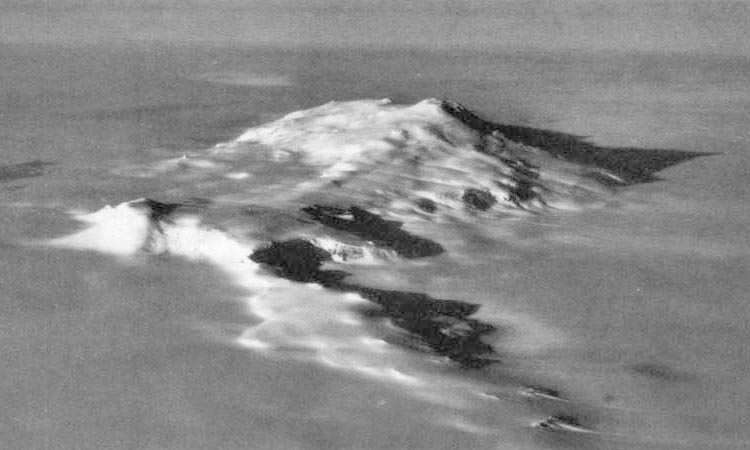

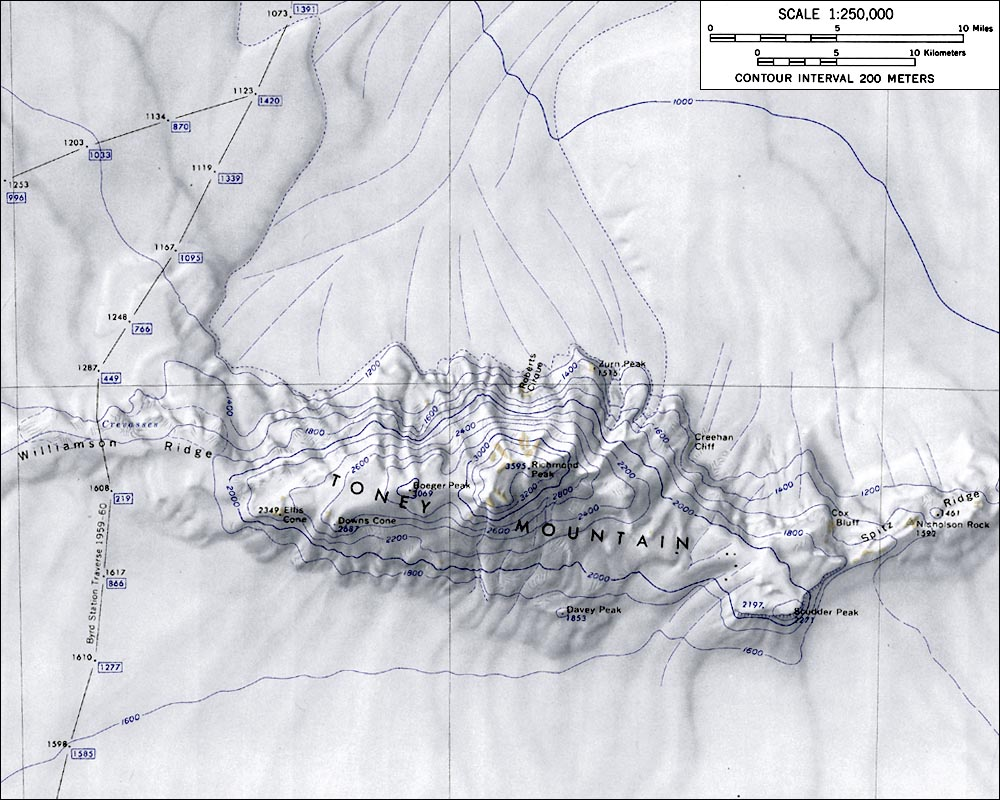

托尼山（英語：Toney Mountain）是南極洲的死火山，位於瑪麗伯德地，長60公里，海拔高度3,595米，火山口直徑3公里，該山峰在1940年被美國探險家發現，現時受南極條約管理。

## 外部連結
- "Mount Toney, Antarctica" on Peakbagger （页面存档备份，存于）